# 26 Proserpina
26 Proserpina è un asteroide della Fascia principale.
Proserpina fu scoperto il 5 maggio 1853 da Karl Theodor Robert Luther dall'osservatorio di Düsseldorf (situato nel distretto urbano di Bilk) in Germania, di cui era direttore dal 1851.
Fu battezzato così in onore della dea romana Proserpina (la Persefone greca, vedi anche 399 Persephone), figlia di Cerere (vedi Cerere (astronomia)) e Regina degli Inferi.
Il 23 agosto 2001 Proserpina ha occultato la stella TYC6370-00575-1 di decima magnitudine.